# Australia Post
Die Australia Post, häufig auch AusPost abgekürzt, ist das nationale Postunternehmen Australiens.

## Geschichte
Die Wurzeln der Australia Post liegen im Jahre 1809, als der Ex-Strafgefangene Isaac Nichols zum ersten Postmeister des Landes ernannt wird und die Post von seiner Wohnung aus in der George Street in Sydney leitete. Drei Jahre später folgte das erste Postamt in Hobart auf Tasmanien. 1825 verabschiedete New South Wales einen Postal Act, der die Grundzüge des Postwesens regelte. Schon bald wurden auch Postämter in Bathurst, Campbelltown, Liverpool, Newcastle, Penrith und Windsor eröffnet. Während 1828 noch drei Mitarbeiter 50.000 Briefe in Sydney bearbeiteten, wuchs die Zahl der Sendungen auf 466.000 im Jahre 1831 an. Bis das erste Postbüro in Melbourne eröffnet wurde, dauerte es jedoch noch sechs Jahre. Schon im Jahr darauf wurde die erste Überlandroute errichtet, auf der im zweiwöchentlichen Rhythmus die Post zwischen Sydney und Melbourne transportiert wurde.
1850 kamen die ersten Briefmarken auf den Markt, die erstmals für eine Vereinheitlichung der Gebühren sorgten. Zuvor wurde das Porto, das nach Entfernung berechnet wurde, direkt beim Empfänger eingenommen. Bis Briefmarken in allen australischen Kolonien verfügbar waren, dauerte es jedoch bis Anfang des nächsten Jahrzehnts.
Auch der Briefverkehr mit Übersee nahm Fahrt auf: 1857 wurde die erste internationale Route mit England etabliert, auf der Briefe zuerst monatlich und dann wöchentlich transportiert wurden. Im Jahr 1874 wurde mit Mary Ellen Cuper in New Norcia die erste indigene Postvorsteherin ernannt.
Mit der Gründung des Commonwealth 1901 wurden alle Postgesellschaften in einer einzigen bundesweiten Gesellschaft vereinigt und 1913 wurde schließlich deren erste Briefmarke veröffentlicht. Die Zeiten, in denen jeder Bundesstaat seine eigenen Briefmarken druckte, waren hiermit zu Ende.
Ein Jahr später wurde vom Franzosen Maurice Guillaux die erste Luftpost innerhalb des Landes transportiert und zwar zwischen Melbourne und Sydney. 1919 wurde schließlich auch der erste Luftpostflug aus dem Ausland nach Darwin unternommen. Bis zum regulären Betrieb dauerte es aber bis 1931.

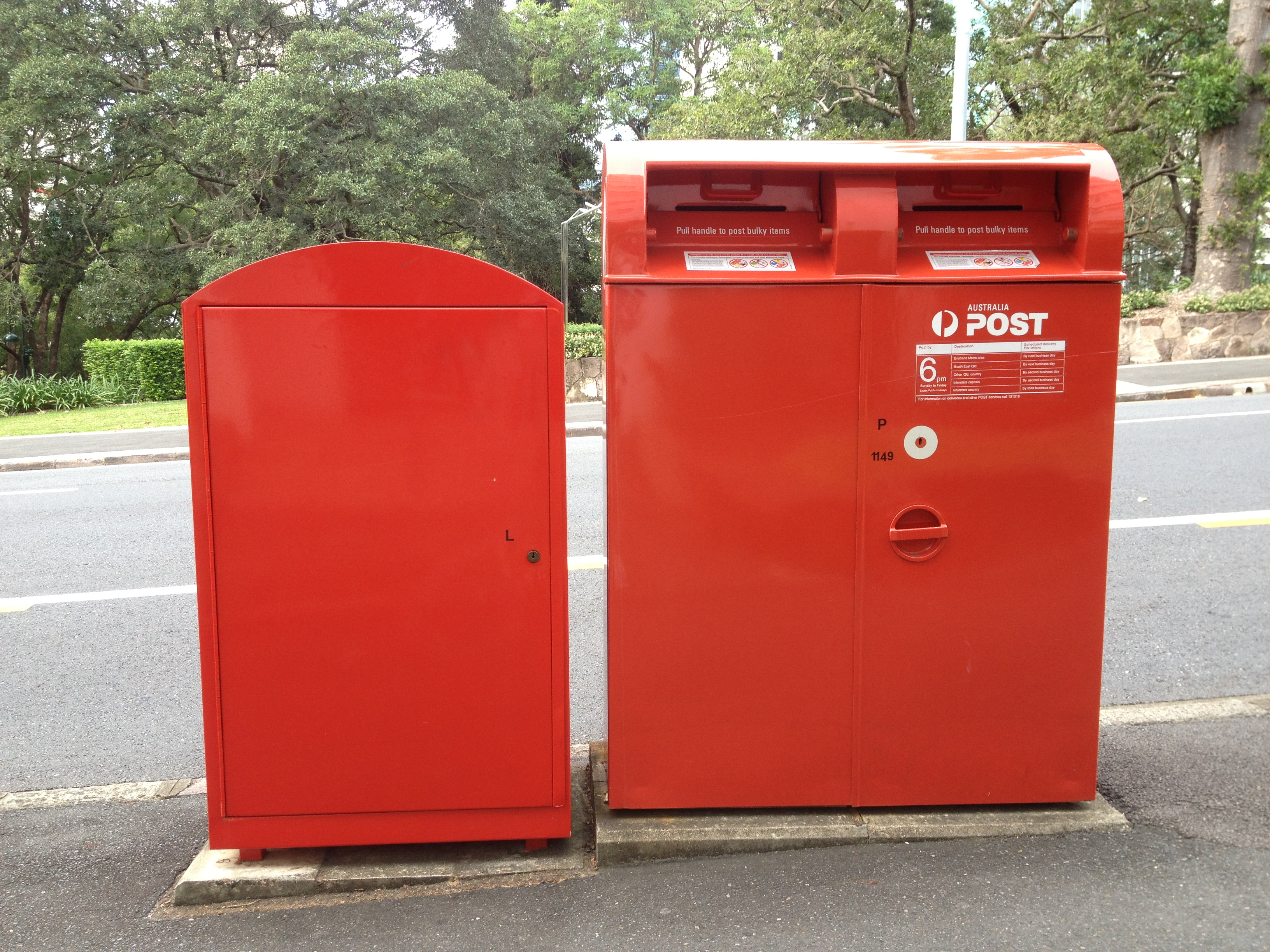
Typischer roter Briefkasten in Brisbane

1967 wurden Postleitzahlen eingeführt. Das System aus einer vierstelligen Nummer ist nach wie vor gültig. Im Jahre 1975 wurde die Post in das heutige Unternehmen Australia Post und Telecom Australia (inzwischen Telstra) aufgeteilt. Die heutige Rechtsform als staatseigenes Unternehmen erhielt die Post erst 1989.

## Dienstleistungen
Neben dem Versand von Paketen und Briefen ist die Australia Post die Anlaufstelle zum Beantragen eines australischen Reisepasses. Weiterhin bietet das Unternehmen sogenannte Parcel Lockers, wo Pakete aufgegeben und abgeholt werden können. Der Brief- und Paketversand wird durch die Express Post erweitert, eine Dienstleistung, die Sendungen im Versand priorisiert behandelt.

## Infrastruktur
Stand 2024 hatte die Australia Post laut Selbstauskunft 64.000 Mitarbeiter und 4.198 Postämter, von denen mehr als die Hälfte außerhalb der Großstädte liegt. Es sind etwa 14.000 Briefkästen sowie 773 Parcel Locker im Land vorhanden. 2019 wurde eine Flotte elektrisch angetriebener Zustellfahrzeuge ins Leben gerufen, die heute aus 5.131 Fahrzeugen besteht.
In Redbank befindet sich nicht nur das größte Briefzentrum des Unternehmens, sondern das Größte seiner Art in der gesamten südlichen Hemisphäre. Aufgrund des in den letzten Jahren immer weiter gestiegenen Paketaufkommens weitet das Unternehmen den Verteilprozess auf dem ländlichen Raum stärker aus, wo 2026 neue Verteilzentren entstehen sollen.